# Autostrada A31 (Italia)
L'autostrada A31 Rovigo-Piovene Rocchette (detta "della Val d'Astico") attraversa da sud a nord la provincia di Rovigo, la provincia di Padova e la provincia di Vicenza, partendo dalla SS 434 Transpolesana, nei pressi di Badia Polesine, e terminando a Piovene Rocchette. Il suo percorso di 88,7 km è gestito interamente dalla società "Autostrada Brescia-Verona-Vicenza-Padova S.p.A.".

## Storia
I lavori di costruzione del tratto a nord dell'A4 sono durati 4 anni, dal 1972 al 1976, e all'inizio venne definita scherzosamente "Pi-Ru-Bi", dalle lettere iniziali dei cognomi dei tre politici democristiani Flaminio Piccoli, Mariano Rumor e Antonio Bisaglia (originari, rispettivamente, delle tre città di Trento, Vicenza e Rovigo, che sarebbero state unite dall'autostrada), i quali vollero fortemente, tra la fine degli anni sessanta e i primi settanta, tale arteria.
Il via libera del Consiglio dei ministri alla realizzazione della Valdastico sud è avvenuta nel dicembre 2002 mentre l'approvazione definitiva dell'ANAS è del 13 maggio 2004.
Nel febbraio del 2005 si è trovato un accordo tra le tre province (Vicenza, Padova, Rovigo) e 22 Comuni, per ultimare a sud quel troncone di 36 km costruito negli anni settanta.
Nel maggio 2005 però il TAR del Veneto accolse un ricorso degli enti privati sopracitati e annullò l'ordine di avanzamento dei lavori. Toccò al Consiglio di Stato ribaltare tale sentenza, accogliendo le richieste delle autorità locali, sostenute da una petizione popolare. Nonostante ciò, nel settembre 2005 presero il via i lavori per il prolungamento dell'autostrada fino all'interconnessione con la superstrada "Transpolesana" a Badia Polesine in Provincia di Rovigo, per un'estensione complessiva di 54 km circa.
Dal 2005 al 2012 è stato costruito il tratto a sud A4-Longare Montegaldella (apertura 22 settembre 2012). Nel 2013 è stato aperto il tratto seguente a sud fino ad Albettone-Barbarano Vicentino. Il 30 giugno 2014 è stato aperto il tratto da Albettone ad Agugliaro. Il 15 dicembre 2014 è stato aperto il tratto sud dalla Superstrada Transpolesana al casello di Santa Margherita d'Adige. Il tratto da Noventa Vicentina a Santa Margherita d'Adige è stato aperto lunedì 23 marzo 2015.
L'ultimo tratto inaugurato, tra Noventa Vicentina e Agugliaro, è stato aperto il 31 agosto 2015. Quest'ultimo è stato costruito in trincea (sotto il piano di campagna) per tutelare la visuale di Villa Saraceno a seguito di un ricorso della fondazione The Landmark Trust, il cui presidente è Carlo III del Regno Unito.

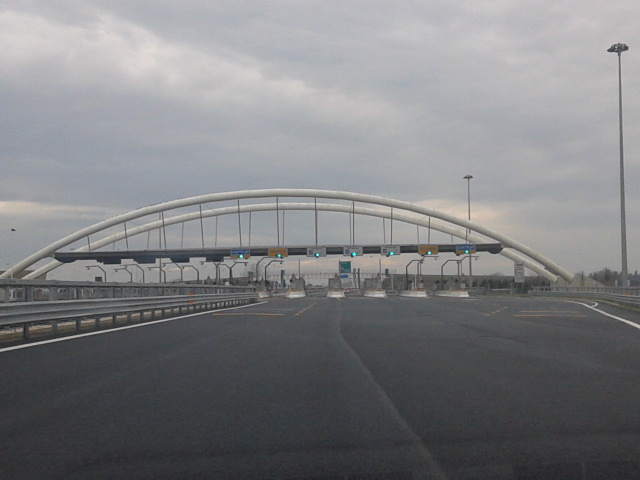
Barriera di Badia Polesine

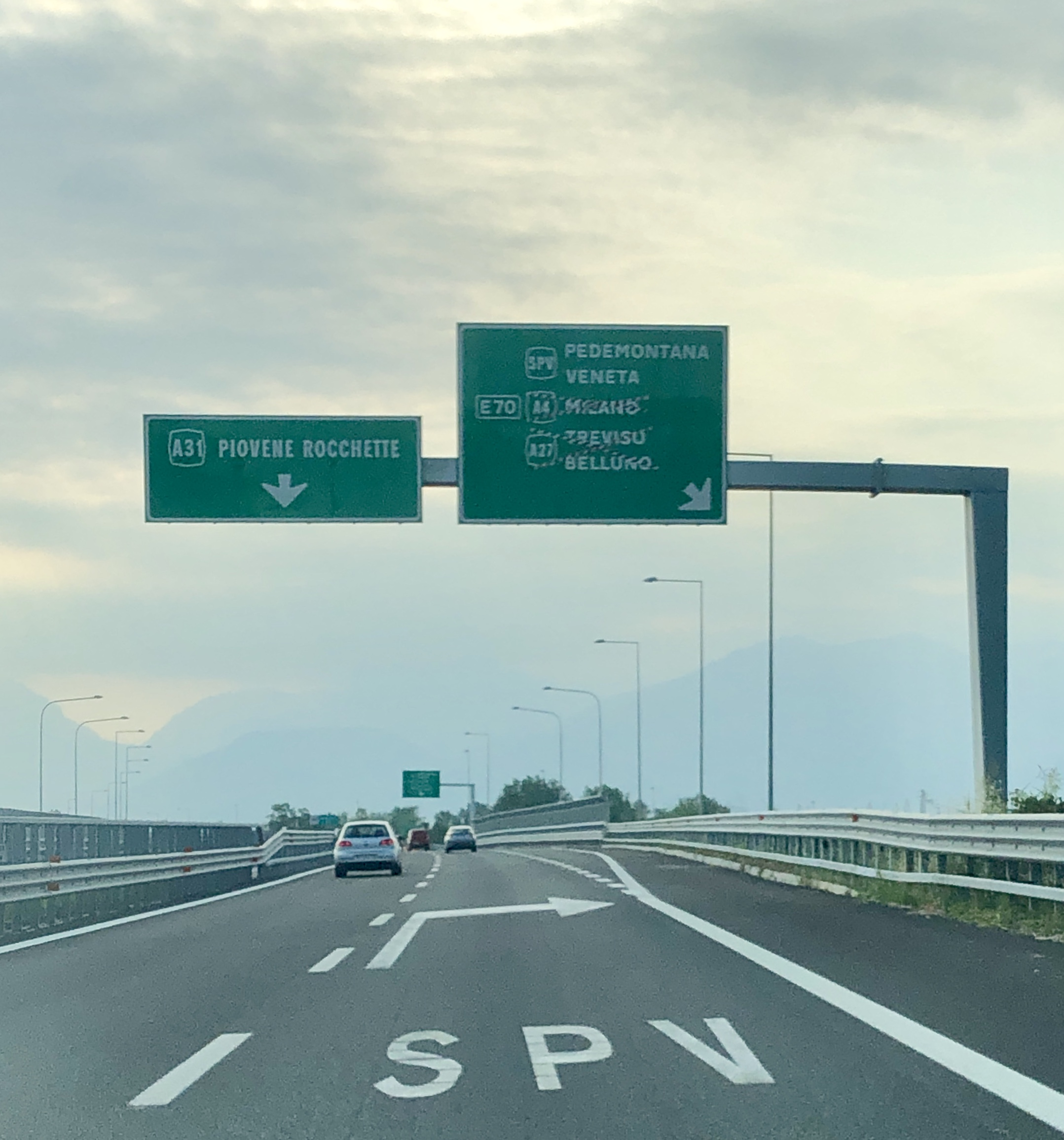
Svincolo per Pedemontana Veneta

## L'autostrada oggi
Esistono tre interconnessioni con altre importanti strade: l'autostrada A4, la SS 434 Transpolesana e la Pedemontana Veneta. Dal casello di Villamarzana dell'A13, attraverso 17 km della Transpolesana, è possibile raggiungere l'autostrada Valdastico.
L'autostrada è a due corsie per senso di marcia più corsia d'emergenza e ha undici uscite autostradali: Badia Polesine, Piacenza d'Adige, Santa Margherita d'Adige, Noventa Vicentina, Agugliaro, Albettone-Barbarano Vicentino, Longare - Montegaldella, Vicenza Nord, Dueville, Thiene-Schio e Piovene Rocchette, che coincide con il termine dell'autostrada.
Il ponte sul fiume Adige che attraversa il fiume tra i comuni di Badia Polesine e Piacenza d'Adige, di lunghezza complessiva di 1087 metri, è un ponte strallato lungo 590 metri, la cui campata centrale è la più lunga in Italia.

### Tabella percorso
| ROVIGO SS 434 - PIOVENE ROCCHETTE Autostrada della Valdastico | |      |           |
| Tipo                                                          | Indicazione | ↓km↓ | Provincia |
|                                                               | Strada statale 434 Transpolesana Rovigo - Legnago - Verona | 0    | RO        |
|                                                               | Badia Polesine - Lendinara | 4    | RO        |
|                                                               | Barriera Badia Polesine | 5    | RO        |
|                                                               | Piacenza d'Adige | 8    | PD        |
|                                                               | Santa Margherita d'Adige Monselice - Este - Chioggia | 18   | PD        |
|                                                               | Noventa Vicentina | 26,5 | VI        |
|                                                               | Area di parcheggio "Noventa" | 28   | VI        |
|                                                               | Agugliaro | 32   | VI        |
|                                                               | Albettone - Barbarano Vicentino | 38,5 | VI        |
|                                                               | Area di servizio "Nanto" in costruzione | 42,3 | VI        |
|                                                               | Area di servizio "Castegnero" in costruzione | 44,7 | VI        |
|                                                               | Montegaldella - Longare | 46,5 | VI        |
|                                                               | A4 Torino - Trieste Milano - Verona - Padova - Venezia | 53   | VI        |
|                                                               | Area di parcheggio "Villa Tacchi" | 60   | VI        |
|                                                               | Vicenza Nord Postumia - Treviso - Cittadella - Castelfranco V. | 61,6 | VI        |
|                                                               | Area di servizio "Postumia" | 63,4 | VI        |
|                                                               | Dueville Schiavonesca-Marosticana - Sandrigo di Val d'Assa e Pedemontana Costo - Villaverla - Caldogno                                                                                               | 69,6 | VI        |
|                                                               | Pedemontana Veneta Montecchio Maggiore - Bassano del Grappa - Montebelluna - Treviso | 76,5 | VI        |
|                                                               | Area di parcheggio "Pasubio" | 77   | VI        |
|                                                               | Thiene - Schio del Pasubio - Marano Vicentino - Malo - Rovereto di Recoaro - Recoaro Terme - Valdagno Nuova Gasparona - Marostica - Bassano del Grappa                                               | 79,5 | VI        |
|                                                               | Piovene Rocchette - Chiuppano di Folgaria e Val d'Astico - Arsiero - Tonezza - Trento di Val d'Assa e Pedemontana Costo - Asiago Altopiano di Folgaria - Altopiano di Lavarone - Altopiano di Asiago | 88,7 | VI        |

## Sviluppi futuri

### Valdastico nord

Progetto originario dello sviluppo futuro della Valdastico, evidenziato in verde scuro il prolungamento verso Trento

Il progetto prevedeva il prolungamento dell'autostrada verso nord per Trento. Diversi fattori concorsero al fallimento dell'iniziativa.
Tra essi, gli ostacoli più significativi furono posti dall'opposizione delle amministrazioni locali del Trentino, che impedirono la continuazione dell'autostrada verso Trento, e dalla mobilitazione di associazioni culturali e ambientaliste (tra cui Italia Nostra, WWF, e la Fondazione britannica "The Landmark Trust").
Il 12 febbraio 2010 Attilio Schneck, presidente della Provincia di Vicenza, nonché dell'autostrada Brescia-Padova annuncia di aver dato corso a un bando europeo per la progettazione del tronco nord dell'autostrada da Piovene Rocchette all'Autobrennero. L'innesto della Valdastico è previsto presso il comune di Besenello, a nord di Rovereto e sud di Trento.
La provincia autonoma di Trento si è opposta all'intera opera sostenendo che il completamento porterebbe all'aggravamento dei problemi di traffico dell'autostrada A22 e della viabilità esterna senza risolvere i problemi della SS47 della Valsugana. Ulteriori motivi che la provincia autonoma di Trento adduce al suo no all'intera opera è la politica seguita dall'Euregio Tirolo-Alto Adige-Trentino per il trasferimento delle merci su rotaia, che oltre sull'investimento nella galleria di base del Brennero e sull'ammodernamento della tratta di accesso, si fonda sul lavoro dell'interporto di Verona che verrebbe bypassato dal traffico pesante diretto a nord proveniente dalle aree di Padova-Ferrara e Venezia-Udine.
Con la sentenza della Corte Costituzionale del 21 febbraio 2011 si è ribadito che qualsiasi opera, atto o progetto dell'arteria non possa essere realizzato senza la preventiva intesa con la provincia autonoma di Trento. Ciò in rispetto dovuto allo Statuto Regionale del Trentino-Alto Adige e alle sue norme di attuazione. C'era quindi la sensazione che il progetto definitivo della Valdastico nord non avrebbe potuto essere approvato prima del dicembre 2013. Il presidente della provincia autonoma di Trento ha dichiarato che non è sua intenzione bloccare il rinnovo della concessione autostradale all'Autostrada BS-PD fino al 2026 e che collaborerà in tale direzione, senza però dare il via libera all'inizio dei lavori in territorio trentino. In tale prospettiva il presidente dell'Autostrada Brescia-Padova, Attilio Schneck ha dichiarato che, entro il 2013, sarà approvato il progetto definitivo dell'intera Valdastico nord, ma i lavori cominceranno solo nel tratto veneto, fino al casello di Lastebasse, e in un secondo momento si deciderà di proseguire verso l'Autostrada del Brennero come da progetto o se interconnettersi alla Statale Valsugana presso Levico.
L'8 agosto 2012 la Regione Veneto approva in via definitiva i lavori sulla Valdastico Nord, incurante dei ricorsi di Trento; il 18 marzo 2013 il Comitato Interministeriale per la Programmazione Economica approva l'avvio dei lavori di prosecuzione da Piovene Rocchette sino ai confini col Trentino (comune di Valdastico), segno di un importante avanzamento dell'opera.
Il 16 maggio 2016, il ministro delle infrastrutture Graziano Delrio in visita a Vicenza ha dichiarato: «Sulla Valdastico Nord abbiamo trovato l'accordo, si farà, non è detto che sia un'opera enorme perché noi contiamo molto sul trasporto su ferro più che su gomma per le merci. Si apriranno molti cantieri una volta depositata la convenzione. Si tratta di giorni e non di mesi».
Dopo le decisioni assunte dal CIPE in data 10 agosto 2016, la Società Autostrada Brescia Verona Vicenza Padova ha deliberato di dare avvio alla progettazione definitiva del 1º lotto funzionale dell'opera tra Piovene Rocchette - Valle d'Astico della lunghezza di 18,9 km, interamente in territorio veneto.
In data 21 gennaio 2019, con la sentenza 00499/2019 il Consiglio di Stato, in ultimo grado di appello, ha annullato la delibera del CIPE del 10 agosto 2016 su ricorso promosso dal Comune di Besenello (Trento), interessato in sede di progetto preliminare all'uscita e raccordo della Valdastico Nord con l'autostrada del Brennero A22.

Dopo la sentenza e conseguente cancellazione del progetto originario che collegava A31-A22 nei pressi di Besenello, la provincia di Trento e Regione Veneto, spinte dalla richiesta del ministero di formalizzare una proposta unitaria e dal bisogno di creare un'arteria di importanza internazionale che collegasse le stesse (anche dovuto all'aumento del traffico sulla SS 47 della Valsugana dopo il completamento della Superstrada Pedemontana Veneta), hanno continuato ad elaborare diversi progetti fattibilità, dopo anche l’elezione di Maurizio Fugatti alla presidenza della Provincia autonoma di Trento.

Progetto dello sviluppo futuro della Valdastico nel 2024, evidenziato in verde scuro il prolungamento verso Rovereto

Attualmente l'unico collegamento desiderato e non scartato dal presidente della provincia di Trento Maurizio Fugatti, nonostante diverse critiche da parte di enti ambientalisti per il l'impatto ambientale e possibile danneggiamento idrogeologico, è l’ipotesi di tracciato che da Pedemonte arriva a Rovereto Sud (progetto fattibilità 2019).
Il tracciato avrebbe inizio alla fine del lotto 1 in corrispondenza dello svincolo di Pedemonte, che subirà una leggera modifica per consentire all’autostrada di svoltare ad ovest in direzione Rovereto. Dopo l’attraversamento del fiume Astico tramite il viadotto Posta, l’asse principale imboccherà la galleria "Pedemonte-Terragnolo" della lunghezza di 16,8 chilometri che terminerà nella Val Terragnolo in località Fontanelle dove è stato previsto uno svincolo alla SP2 Rovereto – Folgaria. Infine proseguirà con molteplici viadotti e gallerie che porteranno a Rovereto dove è prevista l’interconnessione con la A22 a sud del casello Rovereto Sud.
Il progetto ha suscitato non poche preoccupazioni agli abitanti locali delle frazioni dei comuni di Cogollo del Cengio (Vicenza) e Terragnolo (Trento) fin da subito contrari al progetto, portando a vistose proteste ancora tutt'oggi presenti sulla strada statale 350 Valdastico e su tutta la strada provinciale 2 e la strada provinciale 138 della Borcola che percorrono interamente la Val Terragnolo.
Per quanto riguarda la Regione Veneto, il progetto dell’autostrada fino a Pedemonte ha già fatto il suo iter regionale in Regione, mostrandosi subito favorevole anche con il presidente della regione veneto Luca Zaia e l'assessora regionale ai Trasporti, Elisa De Berti: «Il corridoio del Brennero resta saturo e la terza corsia in programma sarà comunque dinamica e non fisica, il prolungamento della Valdastico serve eccome soprattutto per il collegamento da Nord a Est. Sulla Valsugana c’è stato un incremento del traffico dopo l’apertura della Pedemontana e c’è bisogno di fare qualcosa» -Elisa De Berti.
Nel 2024 la giunta della Provincia autonoma di Trento ha dato il via libera, in adozione preliminare, alla “variante al Piano urbanistico provinciale relativa all’ambito di connessione Corridoio Est”, il quale permette di realizzare il tratto autostradale con la possibilità di uscita a Rovereto Sud, come desiderata del governatore Maurizio Fugatti, ma si dovrà attendere il parere del Consiglio delle autonomie locali (dove molti comuni sono contrari) e la commissione del Consiglio. Solo allora si andrà in aula con l’obiettivo di far programmare il disegno di legge nella tornata consigliare, per concludere l’iter.
Il 9 settembre 2024 la Terza Commissione della provincia autonoma di Trento, al termine di un lungo percorso di audizioni, ha approvato il disegno di legge della variante relativa alla connessione corridoio est, con 4 voti a favore e 2 contrari, dopo aver sentito i pareri del Consiglio delle autonomie locali, della Comunità Bassa Valsugana e Tesino, della Comunità Alta Valsugana e Bersntol, della Comunità della Vallagarina, della Magnifica Comunità degli Altipiani Cimbri e del Comune di Trento.
Ora la proposta dovrà essere discussa in Aula per l’approvazione definitiva, dove le comunità hanno chiesto un confronto con i territori per approfondire l'opera dal punto di vista ambientale e dagli aspetti geologici ed idrogeologici. Si attendono ulteriori decisioni in merito.
| VICENZA - TRENTO Valdastico nord |                                                                           |       |           |
| Tipo                             | Indicazione                                                               | ↓km↓  | Provincia |
|                                  | A31 Rovigo-Vicenza-Piovene Rocchette                                      | 88,7  | VI        |
|                                  | Velo d'Astico di Folgaria e Val d'Astico - Arsiero - Tonezza              | 96,9  | VI        |
|                                  | Pedemonte - San Pietro Valdastico di Folgaria e Val d'Astico - Lastebasse | 109,8 | VI        |
|                                  | Viadotto Posta sull'Astico                                                | 116,0 | VI        |
|                                  | Galleria Pedemonte-Terragnolo                                             | 120,5 | VI / TN   |
|                                  | Terragnolo Rovereto-Folgaria - Folgaria                                   | 128,8 | TN        |
|                                  | Viadotto Fontanelle sul Leno                                              | 130,9 | TN        |
|                                  | Galleria Terragnolo                                                       | 132,8 | TN        |
|                                  | Viadotto sul Leno                                                         | 133,6 | TN        |
|                                  | Galleria Moscheri                                                         | 135,7 | TN        |
|                                  | Viadotto Lago San Colombano                                               | 136,9 | TN        |
|                                  | Galleria Rovereto                                                         | 137,7 | TN        |
|                                  | A22 Brennero - Modena Bolzano - Trento - Rovereto - Ala - Verona          | 138,9 | TN        |

## Inquinamento da rifiuti speciali industriali
I lavori sono stati rallentati anche per effetto di alcune indagini portate avanti dalla Direzione nazionale antimafia di Venezia. Secondo le recenti indagini, sembra che nell'area attorno all'autostrada le ruspe abbiano spianato scarti di lavorazione industriale in mezzo alle coltivazioni, con il cromo che si è riversato nei canali di irrigazione del granoturco. I sospetti sono partiti dopo che un cane (di due anni) è morto per aver bevuto acqua da un fosso vicino al letto dell'autostrada. Il cane è morto di intossicazione, tanto forte da provocarne la perforazione dell'intestino. Alcune foto scattate nel 2010 al terreno immediatamente adiacente all'autostrada mostrano come in alcuni punti affiorino dei presunti scarti di fonderia. Il rischio è che ci siano sostanze tossiche venute a contatto con l'acqua (probabilmente per effetto della pioggia) che l'abbiano avvelenata. Dalle analisi realizzate è emerso che i cianuri, l'arsenico e il piombo presenti nel terreno siano ben superiori ai limiti consentiti dalla legge: rispettivamente 20, 35 e 30 microgrammi per litro (µg/l) oltre il limite. In misura minore sforano anche altri metalli nocivi: il nichel (di 2 µg/l), il cobalto (di 4,70 µg/l), il cadmio (di 2 µg/l), il cromo totale (di 4,70 µg/l), il selenio (di 8 µg/l), il mercurio (di 0,3 µg/l) e l'amianto (di 5 mg/l).
In data 31 luglio 2012 la commissione europea è stata informata del rischio rifiuti sotto la cosiddetta Valdastico Sud. Sotto il manto stradale della Valdastico Sud tra Vicenza e Rovigo potrebbero esserci rifiuti tossici che metterebbero a rischio la salute di migliaia di persone. Alcune norme europee in materia ambientale e di salute pubblica sembrerebbero essere state raggirate, ad esempio non considerando come rifiuti i materiali di scavo contaminati.
Il 6 luglio 2013 è stata data notizia dell'iscrizione nel registro degli indagati di 27 persone per i reati di falso ideologico e traffico illegale di rifiuti in forma organizzata. Secondo la Direzione distrettuale antimafia di Venezia, nel tratto autostradale da Agugliaro a Longare sarebbero stati sversati illegalmente oltre 150.000 m³ di rifiuti nocivi.

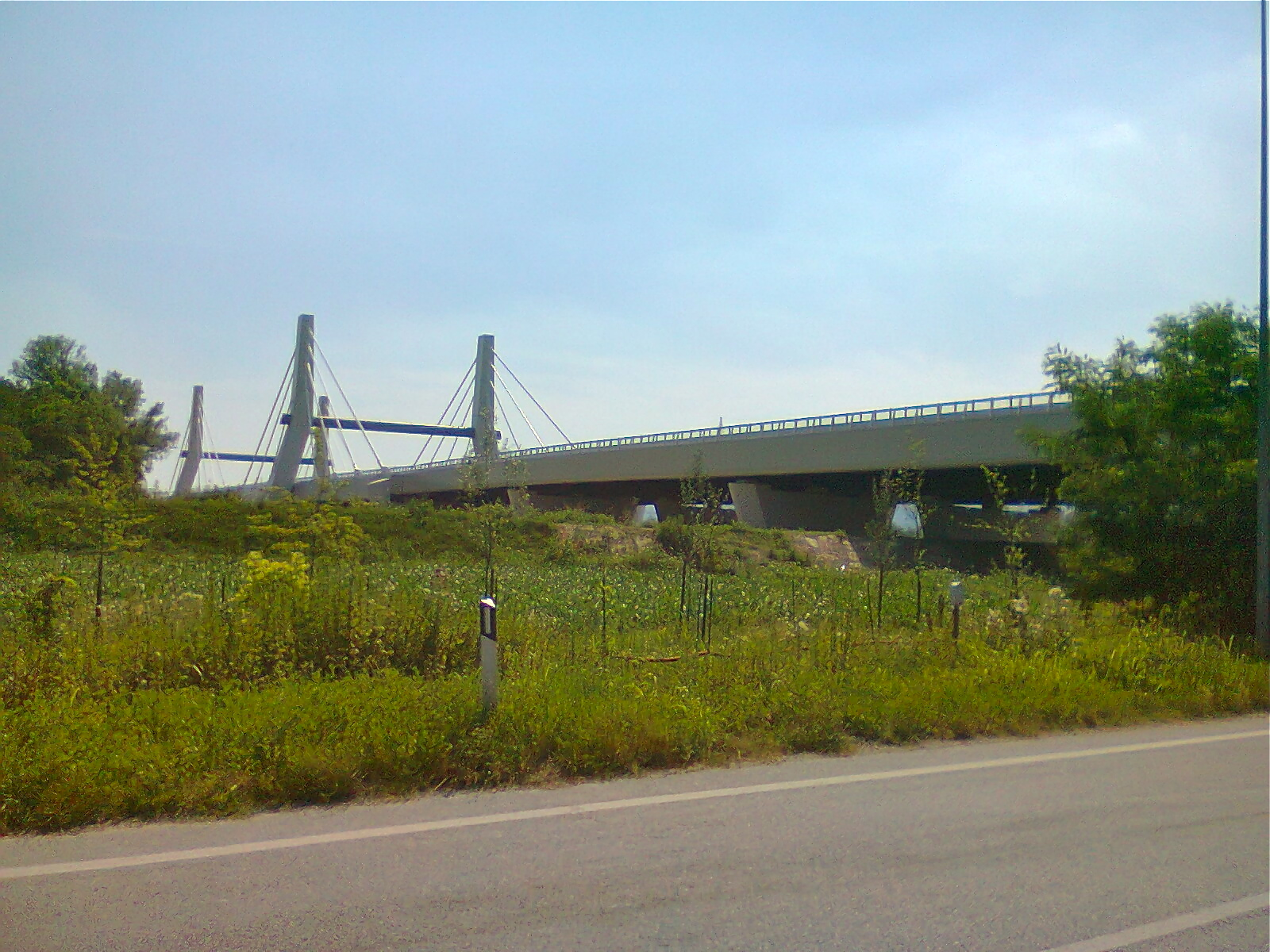
Viadotto sul Bacchiglione del tratto della Valdastico Sud, vicino al casello di Longare
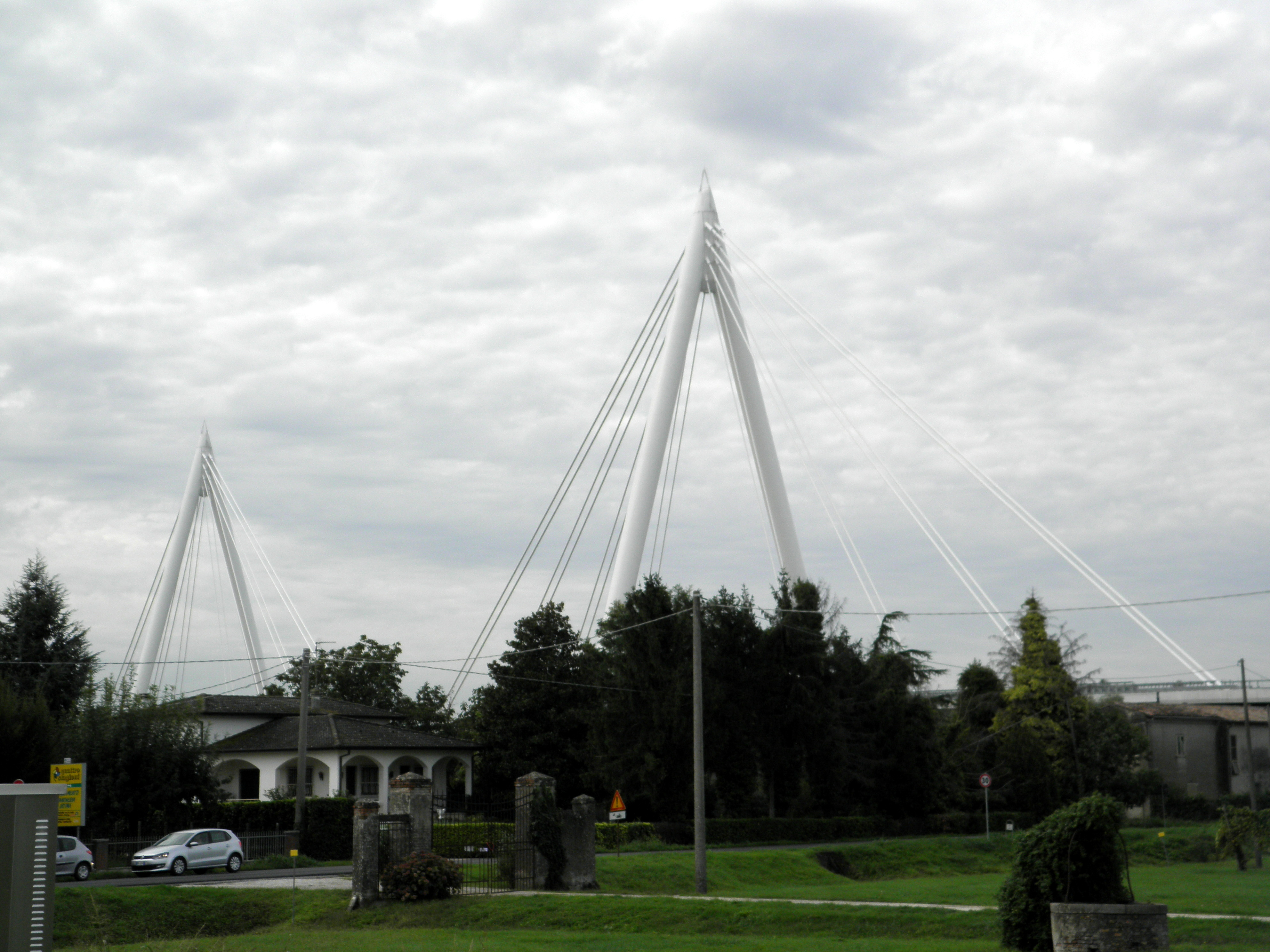
Ponte strallato sull'Adige, vista dal lato nord nel comune di Piacenza d'Adige
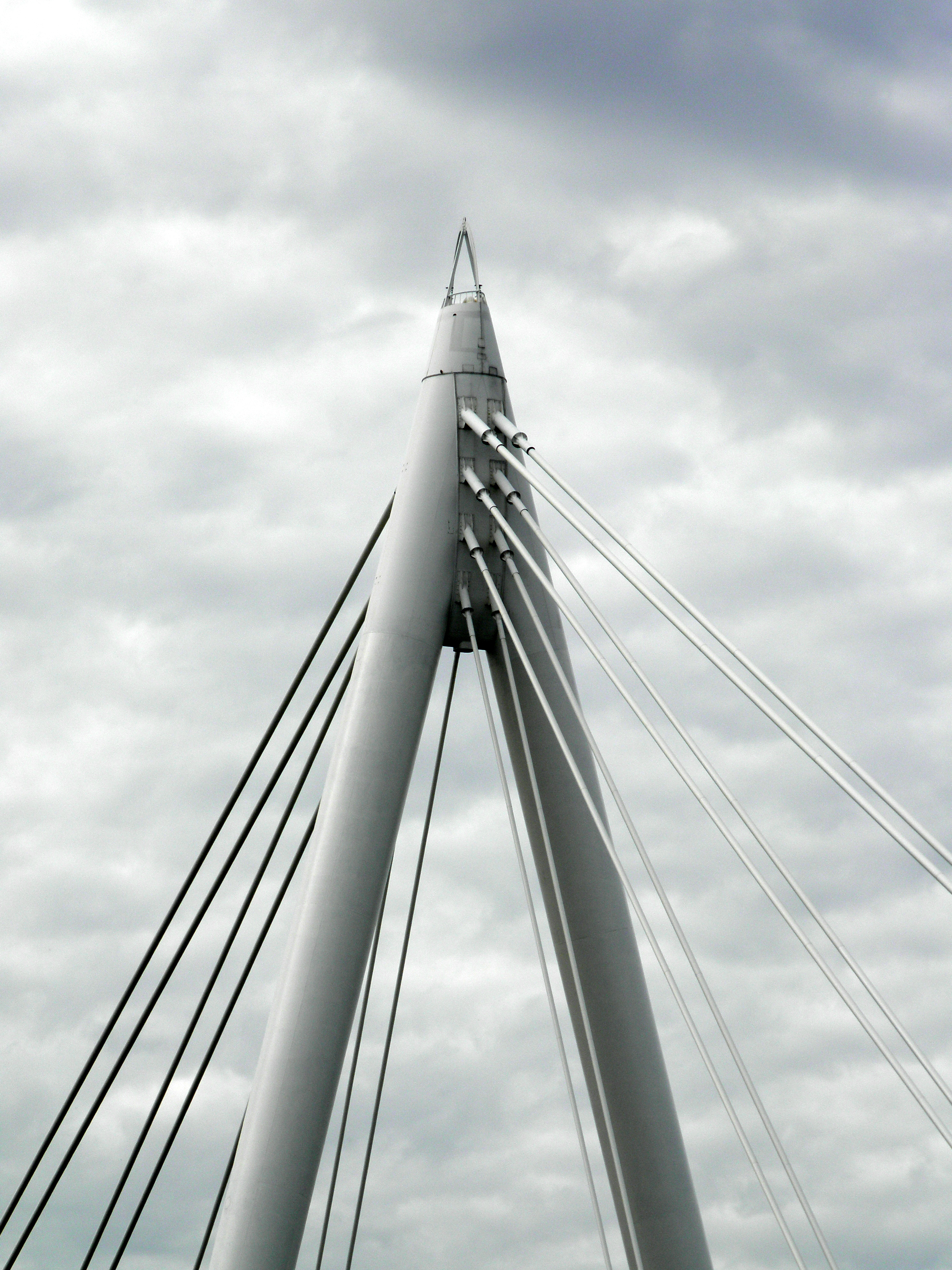
Ponte strallato (particolare)